# Senecio marojejyensis
Senecio marojejyensis là một loài thực vật có hoa trong họ Cúc. Loài này được Humbert miêu tả khoa học đầu tiên năm 1959.